# 마그누스 효과

마그누스 효과를 공에 적용한 그림. V는 유체의 속도, F는 작용하는 힘을 나타낸다.

마그누스 효과(영어: Magnus effect)는 유체(액체 또는 기체) 속에 잠긴 채 회전하며 운동하는 물체에서, 이 물체와 유체 사이에 상대속도가 존재할 때 그 물체에 수직인 방향으로 물체에 힘이 발생하는 현상이다. 마그누스 효과는 공을 이용하는 스포츠에서 주로 발생하며, 공을 의도적으로 휘어지게 하려는 기술에서 중요하게 다뤄진다. 1852년 독일의 물리학자이자 화학자인 하인리히 구스타프 마그누스가 포탄의 탄도를 연구하다 발견했다.

## 마그누스 효과의 원리
시계 방향으로 회전하는 공이 오른쪽으로 날아가는 경우를 생각해보자. 이때 운동하는 공과 공기의 충돌에 의해 공의 이동 방향의 반대 방향, 즉 왼쪽으로 주변 공기의 흐름이 생기게 된다. 또한 공이 회전하기 때문에 공의 표면에 아주 가까이 있는 공기는 공과 같은 시계 방향으로 움직이게 된다. 그렇게 되면 공의 위쪽에서는 공에 가까운 공기와 주변의 기류가 서로 반대 방향으로 이동한다. 따라서 위쪽의 공기는 상대적으로 느린 속도를 갖게 된다. 반대로 공의 아래쪽에서는 공에 가까운 공기와 주변의 기류가 서로 같은 방향으로 이동하기 때문에 상대적으로 빠른 속도를 갖게 된다. 베르누이의 법칙에 의하면 유체(액체 또는 기체)에서 물체의 속도가 증가하면 그 물체가 유체로부터 받는 압력은 감소하고, 반대로 물체의 속도가 감소하면 그 압력은 증가한다. 따라서 상대적으로 빠른 속도를 갖게 된 공의 아래쪽의 압력은 감소하고, 상대적으로 느린 속도를 갖게 된 공의 위쪽의 압력은 증가한다. 공의 위, 아래에 발생한 이 압력차이가 양력을 발생시켜 공을 압력이 높은 곳에서 낮은 곳으로 이동시키고 이런 힘을 마그누스 힘이라고 한다. 이 힘에 의해 공이 회전 방향(이 경우에서는 아래쪽)으로 휘게 된다. 마그누스 효과는 물체의 회전 방향에 따라 어느 방향으로도 작용할 수 있다.

## 마그누스 힘의 크기
마그누스 힘은 회전하는 공의 회전각속도와 이동속도, 공의 반지름, 단면적, 그리고 공이 이동하는 유체의 밀도에 비례한다. 회전이 빠르거나, 공을 빠르게 던지면 그 힘의 크기가 커지고, 공이 클수록, 유체의 밀도가 높을 수록 힘이 커지므로 마그누스 효과가 잘 나타난다.
{\displaystyle {F}={\frac {1}{2}}{\rho }{\omega }{r}{V}{A}{l}}
- F = 마그누스 힘
- ρ = 유체의 밀도
- ω =회전 각속도
- r = 공의 반지름
- V = 공의 속도
- A = 공의 단면적
- l = 상수

## 마그누스 효과의 역사
1852년에 독일의 물리학자인 마그누스가 마그누스 효과를 발표했다. 흥미롭게도 마그누스가 이 이론을 발표하기 전인 1672년 뉴턴은 캠브리지 대학의 테니스 선수를 관찰하고 원인을 분석함으로써 마그누스 효과를 이미 설명했다고 한다. 1742년에는 영국의 수학자인 벤자민 로빈스가 마그누스 효과의 측면에서 소총의 궤적의 편차를 설명하였다.

## 마그누스 효과와 스포츠
축구에서 이 효과를 이용한 스핀킥이 있다. 이 킥은 공을 찰 때 공에 회전을 주어 마그누스 효과가 발생하여 수비수 근처에서 공의 궤적이 휘게된다. 테니스나 배구에서는 공에 톱 스핀을 가하여 마그누스  효과를 준다. 이 때문에  공이 날아가다가 급격히 떨어지게 된다. 골프에서 초보자들이 흔히 겪는 실수는 공에  회전을 주어 마그누스  효과가 발생하기 때문에 공이 목표지점보다  크게 벗어나는 것이다.
야구에서는 이를 이용하여 각종 변화구를 던지며, 직구에도 이것이 적용된다. 직구는 백스핀이 걸린 채 비행하게 되는데, 이때 백스핀으로 인한 마그누스 힘이 공을 위로 밀어 올리고, 이 효과가 강해지면 타자 입장에서는 공이 예상보다 덜 떨어지게 되고, 떠오르는 듯한(실제로는 떠오르지 않는다) 착시 현상을 경험하게 된다. 또한 커브는 탑스핀을, 슬라이더 등의 횡 변화구는 사이드 스핀을 걸어 마그누스 힘을 이용해 뚝 떨어지거나, 타자에게서 멀어지거나 가까워지는 공을 던지게 된다.

## 마그누스 효과와 총알
마그누스 효과가 처음 발견된 것이 탄도의 연구였던 것에서 알 수 있듯이 총알도 마그누스 효과 의하여 궤도가 변할 수 있다. 그렇지만 총알은 그 폭발력에 의해 음속의 몇 배나 되는 속도로 날아가기 때문에 마그누스 효과에 의해 변하는 궤적은 거의 없다.

## 다양한 마그누스 효과의 활용
우리는 마그누스 효과를 축구에서 감아차기를 설명할 때 많이 언급하지만 감아차기 이외에도 다양한 분야에서 마그누스 효과는 활용되고 있다. 로터 선박에서 배의 회전 실린더의 회전 방향과 속도를 제어함으로써 배를 조종하는 경우도 있다. 또한 마그누스 효과를 이용하여 풍력 발전기의 효율을 5~10배 늘리기도 한다.(HAWE 시스템)

## 같이 보기
- 베르누이 방정식
- 코안다 효과
- 유체동역학
- 나비에-스토크스 방정식
- 레이놀즈 수